# Leopold Schlik
Leopold Schlik gróf, németül: Leopold Anton Joseph Graf Schlik zu Bassano und Weisskirchen (Ostrov, Csehország, 1663. június 10. – Prága, 1723. április 10.) az osztrák császári erők egyik altábornagya volt. Közép-Magyarország területén harcolt Ocskay László seregei ellen, és kulcsfontosságú szerepe volt a török kiűzésében is.

## Élete
Schlik 1663. június 10-én született a csehországi Ostrovskában. Szülei nagyon jó iskolába járatták, eredményei kimagaslóan jók voltak. Az iskola befejezése után Bécsbe utazott, ahol csatlakozott egy önkéntes mozgalomhoz (amelyben mostohaapja is részt vett), amelynek célja visszaszorítani a törököket. Bécs második ostroma alatt megsérült. Ezt követően ezredessé léptették elő, és a elzász-lotaringiai vértes ezred (később DR No.9) parancsnoka lett. 1689-ben (immár 26 évesen) ő lett a Lion Shield (később No. 6 Lancerek), dragonyosezredének parancsnoka.

## A török kiűzése
Schlik első fontos szerepét Magyarországon kapta. Ő vezette a Corbelli ezredes által védett Nagyvárad utolsó blokádját a török támadással szemben. 1692-ben előléptették, és a császártól megkapta a Wachtmeister (őrmester)[forrás?] rangját. Részt vett Belgrád ostromában, de a visszavonulás miatt amikor nem figyelt oda egy török puskagolyó eltalálta a vállát és megsérült. Ezek után birtokokat és vezérőrnagyi rangfokozatot kapott a császártól és kinevezték a Duna és Erdély közötti terület főparancsnokává. Ezután több diplomáciai feladattal is megbízták, így tárgyalásokat folytatott a spanyol örökösödés ügyében és ő volt a Karlócai békéről tárgyaló császári küldöttség egyik tagja. 1701-ben a Birodalmi Tanács tagjává vált.

## A Rákóczi-szabadságharc
Schlik 1703 Bajorországban háborúzott, ahol csapatai súlyos vereséget szenvedtek, ő maga pedig börtönbe került, de egy lovas csapat kiszabadította. Magyarországra ment, ahol már zajlott a Rákóczi-szabadságharc. Első nagy ütközetét Ocskay Lászlóval vívta, aki fölött fényes győzelmet aratott. 1707-ben megbízták az újonnan megszerzett Milánói Hercegség megszervezésével. 1713-ban kinevezték a Cseh Királyság legfőbb kancellárjának. 1723. április 10-én halt meg, Prágában temették el. Két házasságából egy-egy lánya és második házasságából egy fia (Franz Heinrich) született, akire Radim és Žabonos birtokokat, valamint könyvtárát és fegyvertárát is hagyományozta.